# Treklöver-Gilwellutbildning
Treklöver-Gilwellutbildning (TG) är en utbildning inom den svenska scoutrörelsen som syftar till att scoutledare, främst de som är aktiva direkt i barn- och ungdomsarbetet, bättre ska klara uppgiften att utveckla och fördjupa scoutings idé. Detta sker genom att tillfälle ges till personlig utveckling och att man inhämtar för scouting specifika kunskaper och färdigheter. Utbildningen vill också ge gemenskap och inspiration för fortsatt ledarskap.
Efter genomförd, till alla delar fullföljd utbildning erhålls Treklöver-Gilwellinsignierna.

## Den internationella Gilwellutbildningen
Under många år var Gilwell Park i England den enda plats där man kunde utbilda sig till Gilwell-ledare. På världskonferensen 1969 beslöts att denna monopolställning skulle upphöra. Man bestämde att varje land har rätt att själva utforma den grundläggande utbildningen. Konferensen slog fast att de olika länderna fortlöpande bör revidera sin utbildning för att fylla de krav scoutförbunden ställer på den. Man insåg att alltför stelbenta internationella detaljbestämmelser kan vara ett hinder när det gäller att utveckla scoutarbetet i länder med väsentligt olika kulturer.
Gilwellutbildningens insignier har dock fortfarande anknytning till Gilwell Park. Anläggningen var en gåva från en skotte vid namn McLaren. För att hedra hans minne finns på den grå-beige gilwellhalsduken en liten ruta av McLarens klanfärger. Halsduken och TG-söljan fås efter avslutad utbildning.
Alla Gilwell-ledare får också så kallade wood-badges, ett par träpärlor, som bärs runt halsen i en lädersnodd. De är kopior av pärlorna i ett halsband, som en gång tillhörde en zuluhövding och som Baden-Powell tagit som krigsbyte. Enligt Baden-Powells egna ord skulle pärlorna bringa lycka åt sin bärare och uttrycka dessas förhoppning om att lyckas i sin scoutgärning.

## Treklöverutbildningen
Det finns inom flickscouternas världsförbund ingen motsvarighet till pojkscouternas Gilwellutbildning med för hela världen gemensamma riktlinjer och insignier och med Gilwell Park som världscentrum.
På 1930-talet uppstod i Sverige behovet av en kvalificerad utbildning för flickscoutledare som påbyggnad på den befintliga grundläggande utbildningen. Instruktörsutbildningen kom till stånd i flickscoutrådets regi, där man dock 1957 beslöt att utbildningen skulle byta namn. I fortsättningen skulle den kallas Treklöverutbildning i likhet med högsta utbildningen i övriga nordiska länder. Från och med år 1965 används det försilvrade klöverbladet. Treklövermärket är ett riktigt, levande klöverblad, som försilvrats och försetts med nål. Varje märke är därför individuellt och olika.

## Treklöver-Gilwell - en svensk modell
Redan 1958 hölls den första för flick- och pojkscouter gemensamma Treklöver-Gilwellkursen för seniorscoutledare. Någon allmän integrering kan man emellertid inte tala om förrän 1969, då en gemensam teoretisk kurs infördes. Nytt för flickornas del blev också kursens tillämpningsdel enligt Gilwellkursernas mönster. Den som genomgått en integrerad kurs får bära både treklöver och gilwellinsignier.
Den svenska Treklöver-Gilwellutbildningen består i dag av fyra delar:
1. Förberedelsetid
2. Kursvecka (kurstillfälle 1)
3. Personligt utvecklingsarbete
4. Uppföljningshelg (kurstillfälle 2)

Utbildningen ska genomföras parallellt med ett aktivt ledarskap och under en tidsrymd av ett år. Förberedelsetiden består av uppgifter som redovisats enligt olika modeller i de olika förbunden. Kursveckan är en vecka fylld av scouting och friluftsliv, diskussioner om bland annat ledarskap och livsåskådningsfrågor samt arbete enligt respektive förbunds metoder. Deltagarna har delansvar för kursens innehåll och genomförande.
Olika modeller för ett annat upplägg provas dock ut, till exempel genomfördes TG Kombi under 2006-2007 där man fördelade kurstillfällena på tre träffar. Utvecklingsarbetet genomfördes mellan träff 1 och träff 3, men med möjligheten att få feedback från kursledare och kursdeltagare vid ett extra tillfälle (träff 2).